# Bernhard von Gaza
Bernhard von Gaza (Usedom, Mecklemburg-Pomerània Occidental, 6 de maig de 1881 – Langemark, Flandes Occidental, 25 de setembre de 1917) va ser un remer alemany que va competir a començaments del segle xx.
El 1908 va prendre part en els Jocs Olímpics de Londres, on guanyà la medalla de bronze en la prova de scull individual del programa de rem.
Morí en acció durant la Primera Guerra Mundial.